# The Tree of Forgiveness
The Tree of Forgiveness är ett musikalbum av John Prine, lanserat 2018 på skivbolaget Oh Boy Records. Albumet som helt innehåller nyskrivet material var det första med originallåtar av Prine sedan 2005 års Fair & Square. Det nådde femteplatsen på Billboard 200-listan i USA, och blev därmed hans högst placerade album. Albumet snittade på 77 på sidan Metacritic, vilket indikerar ett mycket positivit mottagande av musikpressen. Albumet blev Prines sista, då han gick bort 2020.

## Låtlista
(kompositör inom parentes)
1. "Knockin' on Your Screen Door" (Pat McLaughlin, Prine) - 2:19
2. "I Have Met My Love Today" (Roger Cook, Prine) - 1:50
3. "Egg & Daughter Nite, Lincoln Nebraska, 1967 (Crazy Bone)" (McLaughlin, Prine) - 4:05
4. "Summer's End" (McLaughlin, Prine) - 3:29
5. "Caravan of Fools" (Dan Auerbach, McLaughlin, Prine) - 2:28
6. "Lonesome Friends of Science" (Prine) - 4:41
7. "No Ordinary Blue" (Prine, Keith Sykes) - 2:56
8. "Boundless Love" (Auerbach, McLaughlin, Prine) - 3:35
9. "God Only Knows" (Prine, Phil Spector) - 3:46
10. "When I Get to Heaven" (Prine) - 3:42

## Fotnoter
1. ↑  https://www.billboard.com/articles/columns/chart-beat/8366469/jason-aldean-scores-rearview-town-no-1-billboard-200
2. ↑  http://www.metacritic.com/music/the-tree-of-forgiveness/john-prine